# Desa Peruuman
Desa Peruuman (Peruuman) är en administrativ by i Indonesien.   Den ligger i provinsen Nusa Tenggara Timur, i den sydöstra delen av landet, 1 700 km öster om huvudstaden Jakarta. Desa Peruuman ligger på ön Pulau Babi.